# Стори (окръг, Айова)
Окръг Стори (на английски: Story County) е окръг в щата Айова, Съединени американски щати. Площта му е 1487 km², а населението - 79 981 души (2000). Административен център е град Невада.